# Сегре-ан-Анжу-Блё
Сегре-ан-Анжу-Блё (фр. Segré-en-Anjou Bleu) — новая коммуна на западе Франции, регион Пеи-де-ла-Луар, департамент Мен и Луара, округ Сегре, центр кантона Сегре-ан-Анжу-Блё. Расположена в 44 км к северо-западу от Анже, в 76 км к северо-востоку от Нанта и 90 км к юго-западу от Ренна, в 15 км от национальной автомагистрали N162. По территории коммуны протекает река Удон, приток Майена.
Население (2020) — 17 660 человек.

## История
Менгир Бур-Шевро на реке Верзе, а также результаты раскопок, свидетельствуют о проживании людей в этих местах с доисторических времен. В X веке первый граф Анжу Фульк I Рыжий построил здесь замок на сланцевом отроге в месте слияния рек Удон и Верзе. Это была деревянная крепость, от нее сохранился мотт. В XI веке при графе Фульке III Нерра был построен новый каменный замок с укрепленной территорией. В 1066 году он был взят войсками герцога Бретани Конана II, который хотел восстановить контроль Бретани над землями к западу от Майена; герцог Конан захватил Пуансе и Сегре, затем осадил Шато-Гонтье, после чего неожиданно скончался в декабре 1066 года.
По крайней мере, со второй трети XI века Сегре находился в руках семьи Ла Жай-Шато-Гонтье. В конце XII века дом Ла Жай-Шато-Гонтье пресекся, его заменили сеньоры Де Ла Герш и Пуансе. В мае 1191 года Ричард Львиное Сердце, король Англии и граф Анжу, конфисковал Сегре у Гиойма III де ла Герш, чтобы передать его своей жене Беренгарии Наваррской, на которой он женился на Кипре. Фактически королева Беренгария никогда не владела Сегре, поскольку Гийом III удерживал его в своих руках до своей смерти в 1223 году. Жанна де ла Герш, последняя в своем роду, передала Сегре своему мужу Жану де Бомону, от которого он перешел к дому Вандом-Монтуар. Их наследники в 1461 году продали Сегре реннскому епископу Жаку д'Эпине. В 1490 году город был разрушен бандами мародеров, которые разорили весь верхний Анжу.
В 1589 году, во время Религиозных войн губернатор Анжу граф де ла Рошпо от имени короля Генриха III захватил Сегре, который до этого находился в руках сторонников Лиги. После разграбления города он приказал снести замок и окружающие его стены, а также все укрепленные поместья в окрестностях.
В 1795 году 2000 шуанов вторглись в город, который защищали 200 республиканских солдат. После четырехчасового боя сторонники Революции капитулировали; город подвергся разграблению, а 33 взятых в плен республиканца были казнены.
В XIX и начале XX века в Сегре наблюдался значительный прирост населения, связанный со строительством железной дороги и развитием промышленности, в частности, добычи железа и сланца.
В XXI веке Сегре – это процветающий город, получивший в 2006 году три награды в конкурсе цветущих городов и деревень, но потерявший одну в 2011 году из-за того, что он был признан недостаточно ориентированным на устойчивое развитие.
15 декабря 2016 года Сегре вместе с четырнадцатью соседними коммунами Авире, Л’Отельри-де-Фле, Ла-Ферьер-де-Фле, Ла-Шапель-сюр-Удон, Ле-Бур-д’Ире, Лувен, Маран, Монгийон, Ниуазо, Нуаян-ла-Гравуаэр, Сен-Мартен-дю-Буа, Сен-Совер-де-Фле, Сент-Жем-д’Андинье и Шатле образовал новую коммуну Сегре-ан-Анжу-Блё. Центром коммуны является Сегре. От нее к новой коммуне перешли почтовый индекс и код INSEE. На картах в качестве координат Сегре-ан-Анжу-Блё указываются координаты Сегре.

## Достопримечательности
- Церковь Ла-Мадлен середины XIX века в Сегре, сочетание неоклассицизма и неовизантийского стиля
- Шато Ла-Лори XVII века в Ла-Шапель-сюр-Удон
- Шато Ла-Моншеваллере XVIII века в Авире
- Шато Ла-Дув 1871-1874 годов в Ле-Бур-д’Ире
- Фрагменты средневековых крепостных стен в Шатле
- Шато Фосийе XVII века в Л’Отельри-де-Фле
- Церковь Святого Николая в Л’Отельри-де-Фле
- Шато де ла Рош XVIII века в Нуаян-ла-Гравуаэре
- Фрагменты бывшего аббатства Нотр-Дам-де-Ниуазо в Ниуазо
- Неоготическая церковь Святой Жеммы 1865 года в Сент-Жем-д’Андинье
- Церковь Святого Мартина 1878 года в Сен-Мартен-дю-Буа

## Экономика
Структура занятости населения:
- сельское хозяйство — 5,3 %
- промышленность — 29,2 %
- строительство — 6,5 %
- торговля, транспорт и сфера услуг — 31,1 %
- государственные и муниципальные службы — 27,9 %

Уровень безработицы (2020) — 10,5 % (Франция в целом — 12,7 %, департамент Мен и Луара— 11,0 %). 

Среднегодовой доход на 1 человека, евро (2020) — 20 930 (Франция в целом — 22 400, департамент Мен и Луара — 21 790).

## Администрация
Пост мэра Сегре-ан-Анжу-Блё с 2020 года занимает Женевьева Кокеро (Geneviève Coquereau). На муниципальных выборах 2020 года возглавляемый ею независимый список победил в 1-м туре, получив 70,90 % голосов.
| Период | Период | Фамилия          | Партия        | Примечания                                                          |
| ------ | ------ | ---------------- | ------------- | ------------------------------------------------------------------- |
| 2016   | 2020   | Жиль Гримо       | Разные правые | физиотерапевт, бывший мэр Сегре, вице-президент Совета департамента |
| 2020   |        | Женевьева Кокеро |               | банковский работник                                                 |

## Города-побратимы
- Ферндаун, Великобритания
- Лауинген, Германия

## Галерея

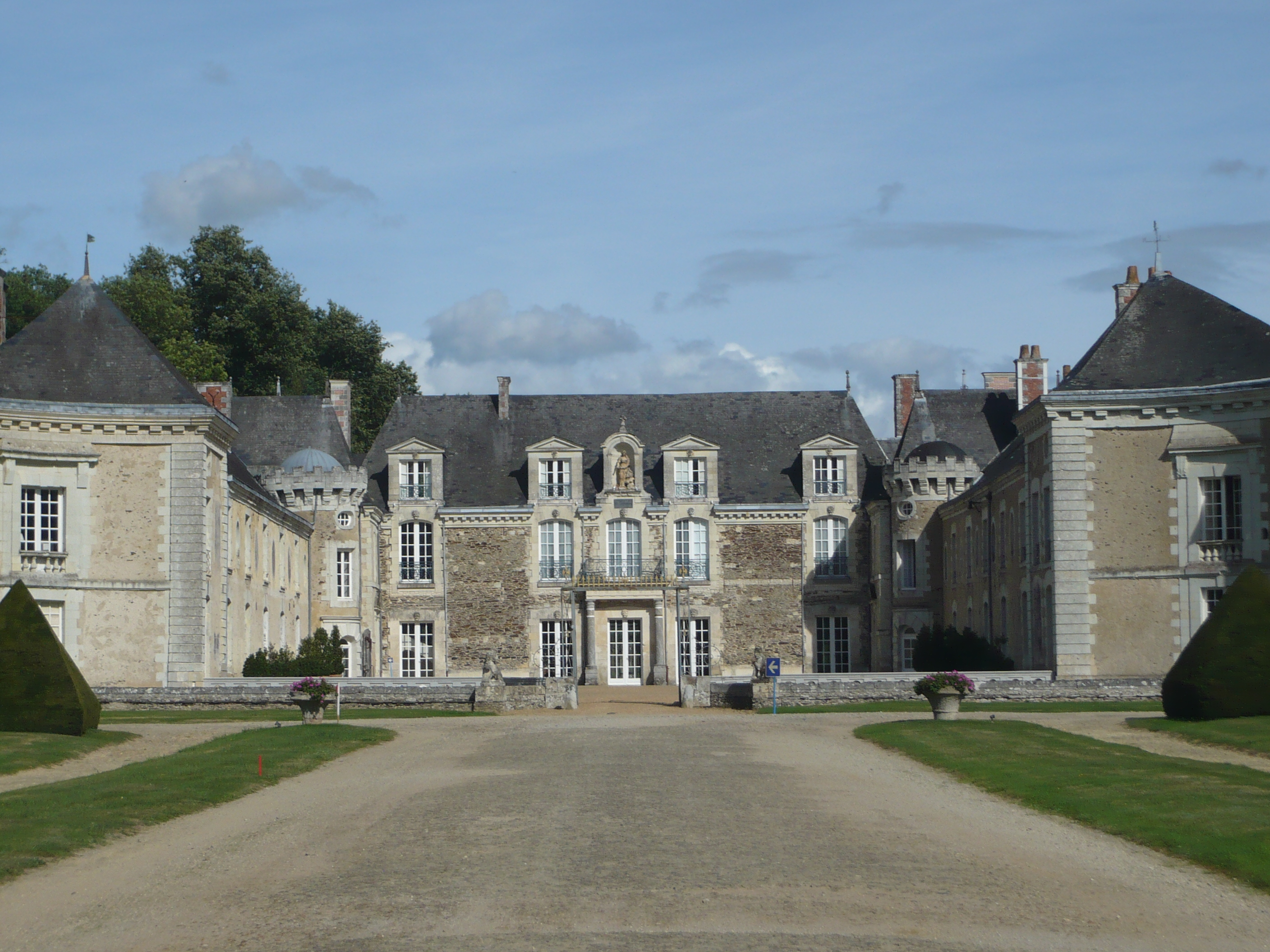
Шато Ла-Лори
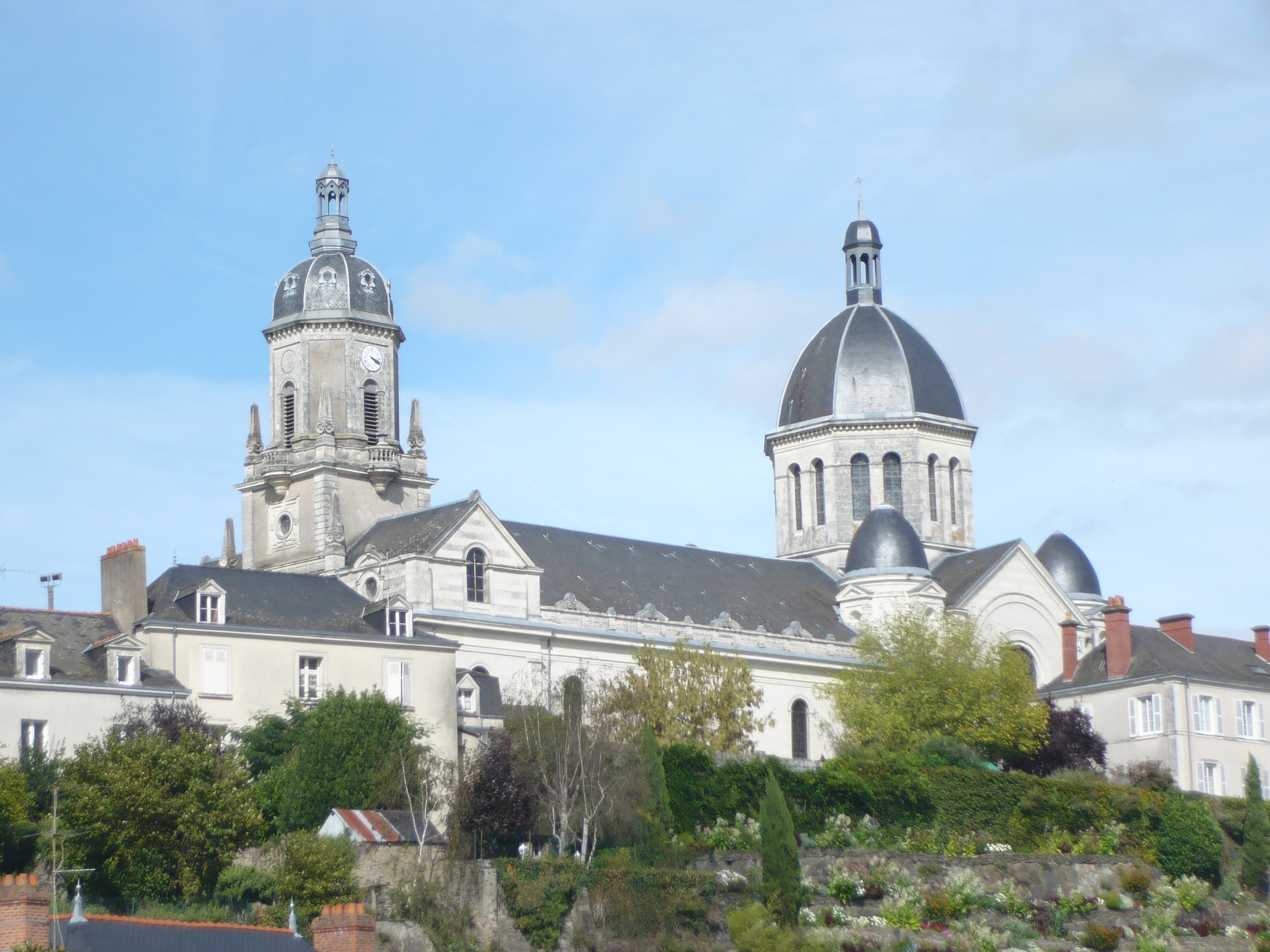
Церковь Ла-Мадлен
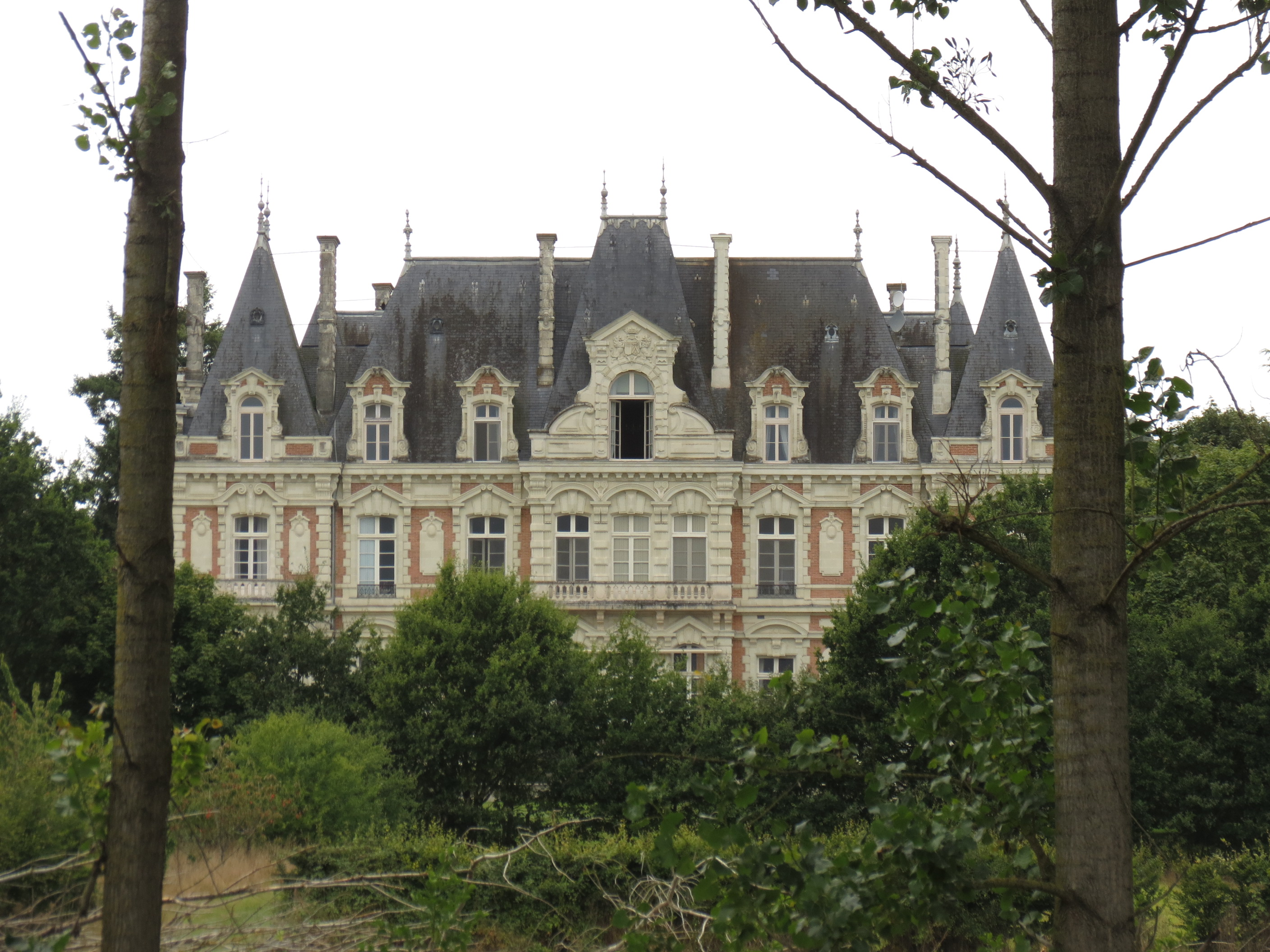
Шато Ла-Дув
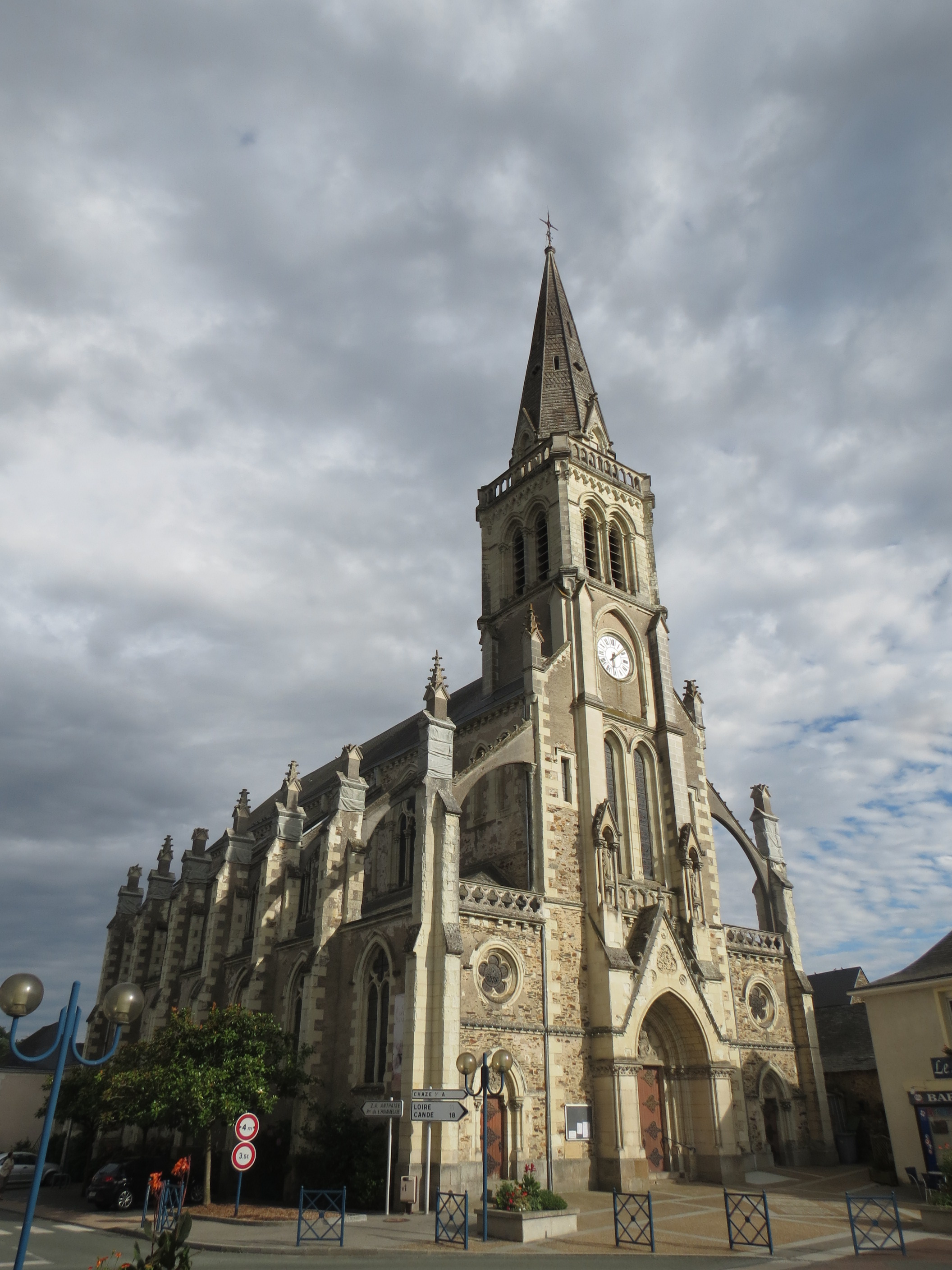
Церковь Святой Жеммы
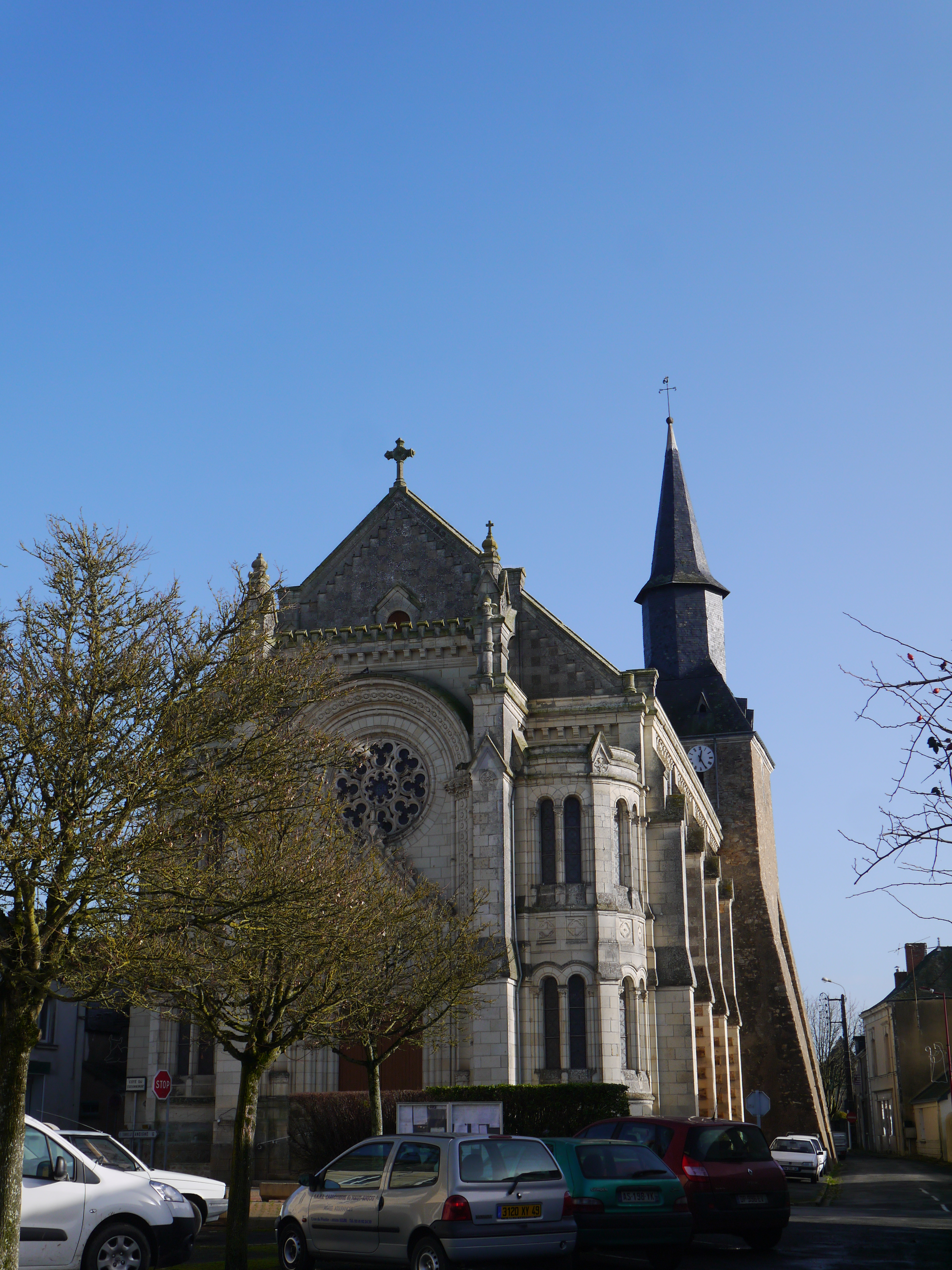
Церковь Святого Мартина
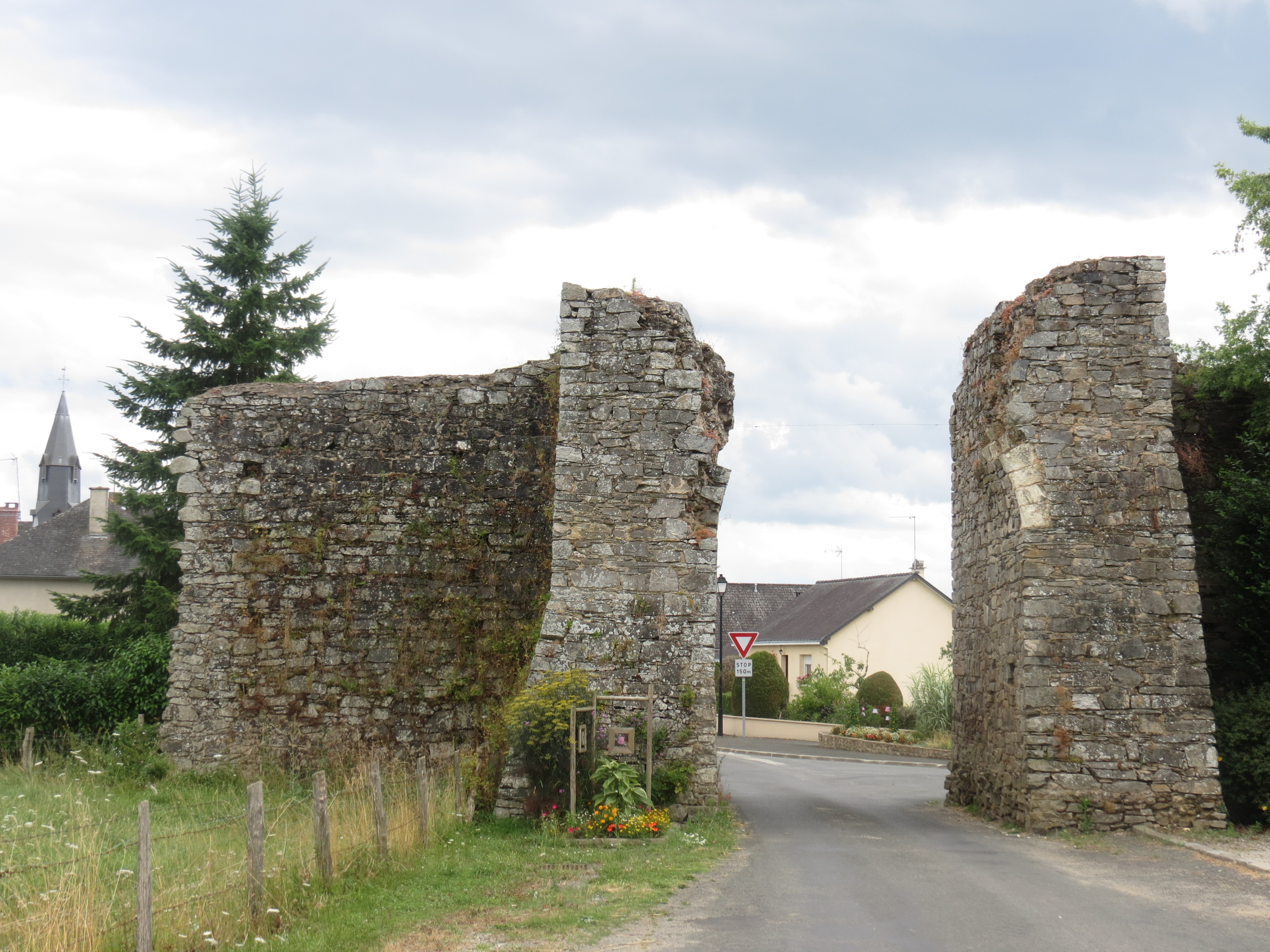
Фрагменты крепостных стен в Шатле
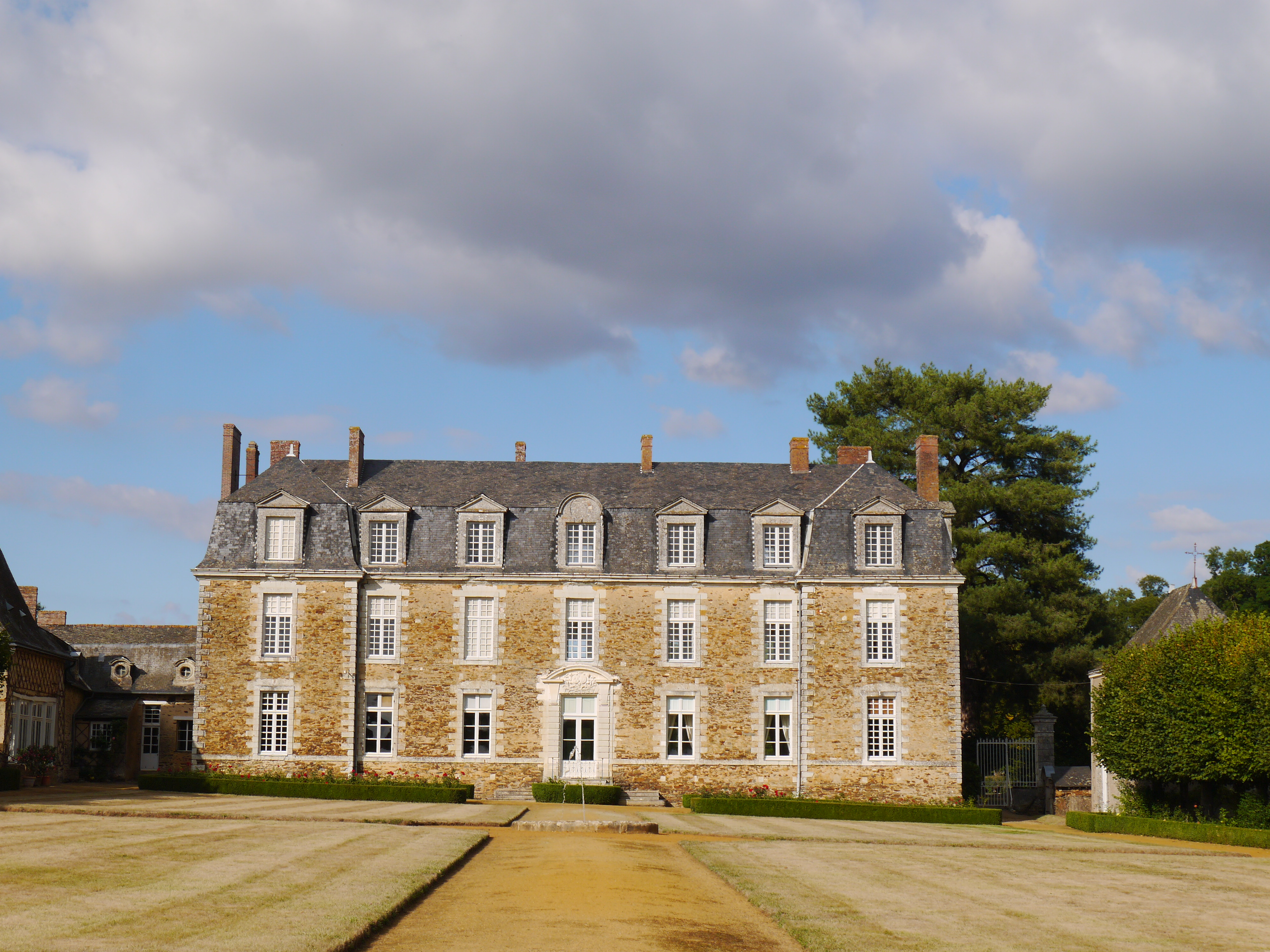
Шато Фосийе
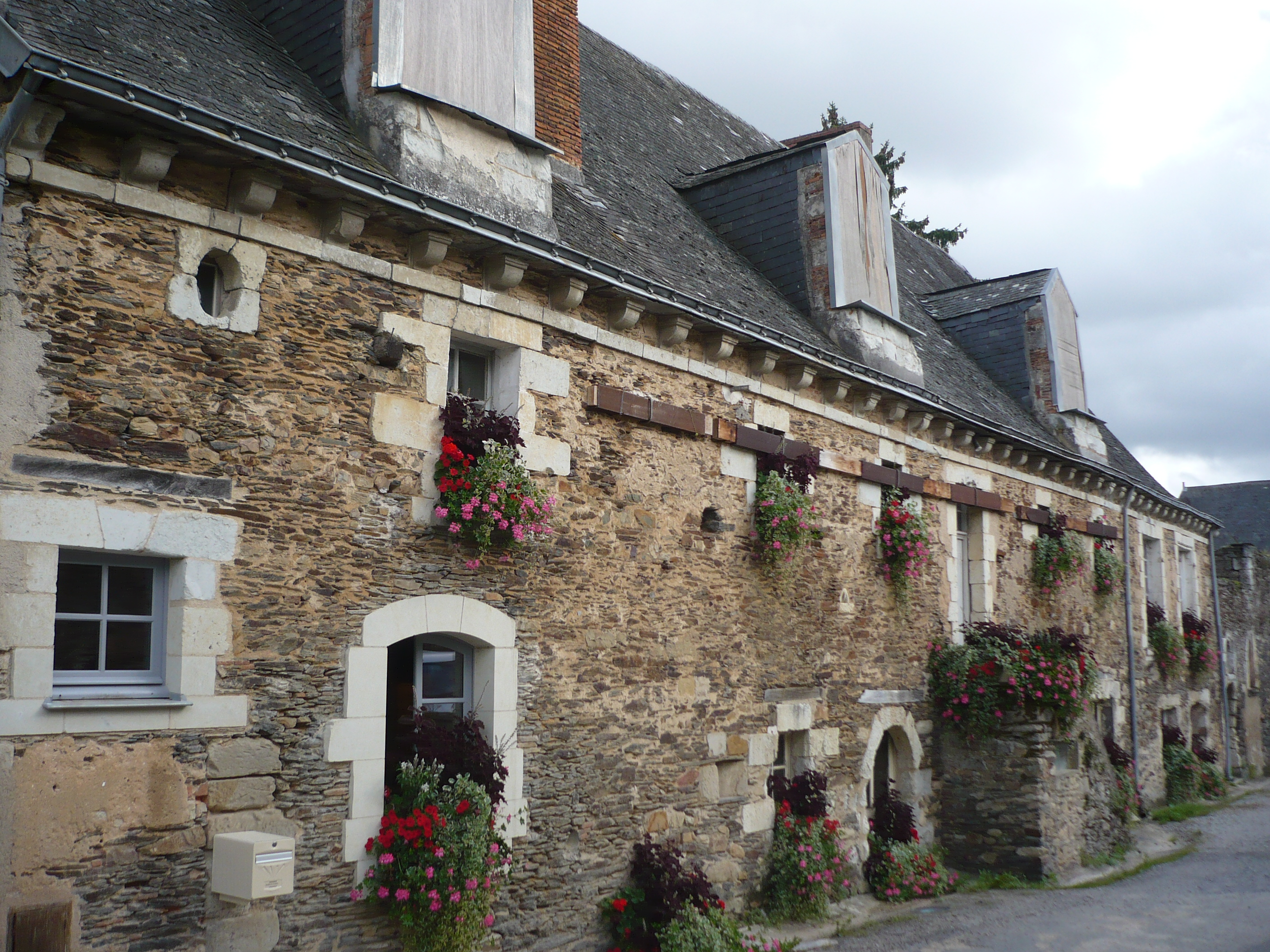
Фрагменты бывшего аббатства Нотр-Дам-де-Ниуазо